# Direitos sexuais e direitos reprodutivos
Direitos sexuais e direitos reprodutivos são dois conjuntos de direitos que, de um lado devem ser entendidos de forma separada, por outro estão intimamente ligados e se complementam. Os dois conjuntos de direitos pertencem aos direitos humanos e têm como base os mesmos princípios que são universalidade, indivisibilidade e interdependência.
O reconhecimento desses direitos como direitos humanos implica o reconhecimento de que a sexualidade e a reprodução humanas necessitam de um conjunto de normas jurídicas para a sua promoção e implementação, assim como de políticas públicas desenvolvidas pelo Estado que assegurem a saúde para o exercício de tais direitos, ou seja, a saúde sexual e a saúde reprodutiva de cidadãs e cidadãos de uma determinada sociedade.
Assim como os direitos humanos, os direitos sexuais e reprodutivos são direitos em construção e historicamente construídos.
O conceito de direitos reprodutivos refere-se a um conjunto de normas e leis referentes à autonomia de homens e mulheres para decidir se querem ou não ter filhos e o tamanho de sua prole, bem como quando desejam reproduzir.
Segundo Flávia Piovesan: “trata-se de direito de auto-determinação, privacidade, intimidade, liberdade e autonomia individual, em que se clama pela não interferência do Estado, pela não discriminação, pela não coerção e pela não violência”.
O conceito de direitos sexuais refere-se a um conjunto de normas, leis, portanto, direitos, que dizem respeito à liberdade sexual, autonomia, integridade e segurança, privacidade, prazer, escolhas livres e responsáveis, informação e exercício às formas de expressão sexual, de maneira segura e livre de pressões.
Embora muitos desses direitos já se encontrem legitimados, seja pela sociedade, seja por leis específicas ou até mesmo por jurisprudências judiciais, ainda é alvo de críticas de setores sociais, especialmente daqueles ligados a correntes religiosas. Por não serem plenamente reconhecidos, os direitos sexuais, muitas vezes, aparecem acoplados aos direitos reprodutivos, como se fora seu complemento. Isto pode ser compreendido como uma estratégia para o desenvolvimento de políticas, mas ainda representa a dificuldade que se tem para a sua tradução em políticas públicas específicas.
Os dois conjuntos de direitos nos remetem diretamente à questão da saúde e à garantia, pelo Estado, do direito à saúde reprodutiva e à saúde sexual, tendo como referência a Constituição Federal Brasileira de 1988.
A construção dos direitos sexuais e reprodutivos é resultado da discussão sobre a autonomia do corpo, o controle da fecundidade, pelo acesso à contracepção e reivindicações sobre saúde reprodutiva, trazidas pelo movimento feminista da década de 70 e também pelas conferências internacionais, especialmente a Conferência Internacional de População e Desenvolvimento (CIPD), em 1994, realizada no Cairo, que deslocou a discussão sobre desenvolvimento e sua relação com população da órbita do controle populacional, emergindo a importância do conceito de igualdade de gênero.

## História
A partir da Declaração Universal dos Direitos Humanos, em 1948, o mundo passou a debater e refletir criticamente sobre um conjunto de situações colocadas historicamente que tornou possível a ampliação da concepção de direitos humanos reconhecidas pelo pós-guerra.
Os direitos sexuais e os direitos reprodutivos emergem historicamente a partir dessa discussão e o auge de seu reconhecimento se dá durante a realização, em 1994, da Conferência Internacional sobre População e Desenvolvimento, convocada pela Organização das Nações Unidas, no Cairo.
A Conferência do Cairo, como é conhecida, deu origem a uma nova maneira de compreender desenvolvimento e população, ou seja, de forma entrelaçada e levando em conta a vida das pessoas e as incluindo no processo de desenvolvimento dos países.
Como resultado dessa conferência, foi aprovado por consenso e assinado por 179 países um acordo que resultou no documento Programa de Ação de Cairo que contém um conjunto de medidas e ações para melhorar a qualidade de vida das pessoas. A conferência foi também decisiva para o reconhecido mundial do papel-chave da mulher para o alcance dos objetivos de desenvolvimento colocados no Programa de Ação.
Muito embora o Programa de Ação não tenha explicitado ações voltadas especificamente para os direitos sexuais e direitos reprodutivos, tendo em vista a diversidade de países e a soberania dos Estados para a aplicação do Programa (especialmente no que se refere ao reconhecimento do direito ao aborto), muitas ações relativas à saúde reprodutiva têm estreita ligação com a saúde sexual como, por exemplo, a importância de campanhas para a prevenção de doenças sexualmente transmissíveis e para a redução substancial de gravidezes entre adolescentes, o que implica numa abordagem crítica sobre saúde sexual e reprodutiva. Outro aspecto dentro da saúde sexual e reprodutiva considerado fundamental pela CIPD foi a diminuição do aborto inseguro como uma questão de saúde e, consequentemente, deixar de ser entendido como um método de planejamento familiar.
O Programa de Ação de Cairo assinado pelas nações delinearam iniciativas no âmbito da população, igualdade, direitos, educação, saúde, meio ambiente e redução da pobreza com a abordagem centrada no desenvolvimento humano. Esta abordagem definiu uma nova orientação para a comunidade internacional e para os governos, substituindo o Plano de Ação da População Mundial de 1974. Assinalou uma nova compreensão entre as entidades mundiais do entrelaçamento entre os conceitos de população e o desenvolvimento e a atribuição de poder à mulher como a chave para ambos. E, pela primeira vez, a saúde reprodutiva e sexual e os direitos da mulher tornaram-se o elemento central de um acordo internacional sobre população e desenvolvimento.

## Trajetória no Brasil

### Antes da Constituição de 1988
No início do século XX dois importantes conjuntos de leis estabeleceram questões sobre os direitos sexuais e reprodutivos no Brasil: a Consolidação das Leis Trabalhistas (CLT) e o Código Penal, ambos de 1940. A forte cultura religiosa e influência da Igreja Católica no Brasil junto ao pensamento de que a mulher têm deveres em relação ao homem influenciaram o estabelecimento dessas leis. As principais determinações da CLT e do Código Penal de 1940 quanto a esses direitos são: 
CLT:
- Leis de proteção à maternidade (Art. 391);
- Direito à proteção do trabalho da mulher (Art. 372).

Código Penal:
- Torna ilegal o aborto voluntário, exceto em alguns casos;
- Proíbe o anúncio e uso de substâncias que interrompam ou evitem a gravidez (proibição retirada em 1979)

Nas décadas de 1970 e 1980, os movimentos feministas se engajaram pela expansão dos direitos sexuais e reprodutivos no Brasil. Essa movimentação aliada ao discurso de que o crescimento populacional dificulta o desenvolvimento nacional e gera esgotamento dos recursos ambientais incentivou e provocou mudanças na legislação brasileira. Além disso, a  crescente industrialização, urbanização e entrada da mulher no mercado de trabalho aumentaram a demanda por meios regulamentadores de fecundidade.
Na década de 1980, diversos movimentos sociais surgiram e se reforçaram em prol da volta da democracia , o movimento feminista em expansão se posicionava contra à ausência de políticas públicas em relação a igualdade, violência contra a mulher e outras medidas que possibilitasse o exercício dos direitos sexuais e reprodutivos. Em conjunto com a reforma sanitária brasileira, as reivindicações feministas contribuíram para a mudança dos modelos de intervenção na saúde reprodutiva. Permitindo a criação do Programa de Assistência Integral à Saúde da Mulher (PAISM), em 1983 com abrangência federal, e o Conselho Nacional dos Direitos da Mulher (CNDM), em 1985.

### Pós Constituição de 1988
A Constituição Federal de 1988, conhecida como “Constituição cidadã”, foi um marco na conquista de diversos direitos sociais extremamente importantes para o exercício adequado dos direitos sexuais e reprodutivos como a garantia à saúde, à maternidade e à infância. 
Estruturalmente, é garantido a igualdade entre homens e mulheres perante a lei e sendo dever do Estado aplicar e desenvolver mecanismos que permitam essa igualdade. A liberdade como um direito permite os indivíduos pensarem e agirem de forma a não serem restritos em relação a sua sexualidade. Além disso, são múltiplos os direitos garantidos na Constituição que compreendem os direitos sexuais e reprodutivos:
Constituição Federal de 1988:
- A proteção à maternidade e à infância são direitos sociais (Art. 6).
- A assistência social será prestada a quem dela necessitar, independentemente de contribuição à seguridade social, e tem por objetivos: I - a proteção à família, à maternidade, à infância, à adolescência e à velhice (Art. 203);
- A família, base da sociedade, tem especial proteção do Estado. É responsabilidade do Estado no que se refere ao planejamento familiar (Art. 226);
- A autonomia reprodutiva que estabelece o direito de toda pessoa decidir livre e responsavelmente sobre o número, espaçamento e oportunidade de ter filhos (Art. 226 §7º);

Existem Leis Federais que possibilitam o exercício dos direitos sexuais e reprodutivos, abrangendo principalmente temas como planejamento familiar, violência sexual, aborto voluntário legal, mortalidade materna, infecções sexualmente transmissíveis. As principais leis que abordam os temas são as seguintes:
Leis Federais:
- Nova redação aos artigos 14, 83 e 89 da lei 7.210, de 11 de julho de 1984 - Lei de execução penal, para assegurar às mães presas e aos recém-nascidos condições mínimas de assistência (Lei 11.942);
- Dispõe sobre o direito da gestante ao conhecimento e a vinculação à maternidade onde receberá assistência no âmbito do SUS (Lei 11.634);
- Altera artigo da Lei Federal n.º 9.434, de 04/02/1997, que dispõe sobre a remoção de órgãos, tecidos e partes do corpo humano para fins de transplante e tratamento. (Lei 11.633);
- Altera a Lei Federal n.º 8.080, de 19/09/1990, para garantir às parturientes o direito à presença de acompanhante durante o trabalho de parto, parto e pós-parto imediato no âmbito do SUS. (Lei 11.108);

### SUS
Com a criação do Sistema Único de Saúde, diversas políticas foram desenvolvidas com o objetivo de reduzir a transmissão de ISTs, a fecundidade e ampliar a ideia de planejamento familiar entre os brasileiros. A proposta fundamental das políticas envolve a distribuição de preservativos (masculinos e femininos), anticoncepcionais e DIU, garantindo também sua inserção. Além disso, a distribuição de informação por meio de manuais técnicos e cartilhas educativas, a capacitação dos profissionais de saúde da atenção básica para assistência em planejamento familiar, ampliação do acesso à esterilização cirúrgica voluntária no SUS, aumentar a atenção à saúde sexual e à saúde reprodutiva de adolescentes e jovens. No Brasil, o planejamento familiar como direito dos cidadãos é dever do Estado e a assistência em planejamento familiar deve incluir acesso à informação e a todos os métodos e técnicas para concepção e anticoncepção, cientificamente aceitos, e que não coloquem em risco a vida e a saúde das pessoas, de acordo com a Lei do Planejamento Familiar, Lei n.º 9.263/199.

### Política Nacional dos Direitos Sexuais e dos Direitos Reprodutivos
De acordo com a  Política Nacional dos Direitos Sexuais e dos Direitos Reprodutivos (2005), esse é um tema central para o governo e que está voltado para garantir os direitos de homens e mulheres, adultos e adolescentes, focando, principalmente, no planejamento familiar.  O Pacto pela Saúde firmado no Brasil entre gestores do SUS, vigente desde 2006, incluí algumas prioridades que correlacionam a saúde sexual com a saúde reprodutiva como o fortalecimento da atenção básica e a promoção da saúde, controle do câncer de colo de útero e da mama, redução da mortalidade infantil e materna, entre outros. 
O planejamento familiar no SUS conta com a distribuição de métodos anticoncepcionais reversíveis. Entre os anos 2000 e 2001 foram distribuídos às secretarias estaduais de saúde e às secretarias municipais de saúde 6.210.600 cartelas de anticoncepcional hormonal oral combinado de baixa dosagem, 582.300 ampolas de anticoncepcional hormonal injetável trimestral, 158.300 unidades 11 de DIU TCu 380 A e 30.000 unidades de diafragma. 
A partir de 2001, foi decidido pelo poder tripartite que esses métodos iriam ser distribuídos em municípios que tiverem: "pelo menos uma equipe do Programa de Saúde da Família (PSF) habilitada; ou Estar com o termo de adesão ao Programa de Humanização no Pré-Natal e Nascimento (PHPN) aprovado; ou Contar com pelo menos uma equipe do Programa de Interiorização do Trabalho em Saúde (PITS)"
Além de métodos anticoncepcionais reversíveis, há também uma política de elaboração e distribuição de manuais técnicos e cartilhas educativas, capacitação dos profissionais de saúde da atenção básica para a assistência em planejamento familiar, ampliação do programa Saúde e Prevenção nas Escolas, entre outras, há muitas políticas direcionadas para a saúde reprodutiva, contudo, ainda nota-se que há uma carência de direitos reprodutivos e autonomia total sobre o corpo da mulher, isso ligado principalmente aos debates sobre o direito ao aborto legal. 
Mesmo dentro das políticas formuladas pelo governo brasileiro, a questão da reprodução aparece como algo sendo para “homens” e “mulheres”, com a possibilidade do direito e da saúde  reprodutiva pautada em casais binários e cisgêneros, não tendo fundamento teórico e prático uma vez que os papéis de gênero são construções sociais e que existem diversos papéis de gênero e sexualidade no Brasil.

### Aborto legal no Brasil
No Brasil, o aborto é legal em três situações: quando a vida da pessoa gestante está em risco, quando a gestação é fruto de um estupro (garantidas pelo Código Penal de 1940, Art. 123) e no caso de o feto for portador de anencefalia (garantida pela ADPF 54).